# Mesoscincus altamirani
Espèce
Synonymes
- Eumeces altamirani Duges, 1891

Statut de conservation UICN

 DD  : Données insuffisantes
Mesoscincus altamirani est une espèce de sauriens de la famille des Scincidae.

## Répartition
Cette espèce est endémique du Michoacán au Mexique.

## Publication originale
- Dugès, 1891 : Eumeces altamirani, A. Dug. Naturaleza, Mexico, sér. 2, vol. 1, p. 485-486 (texte intégral).